# Gebran Bassil
Gebran Bassil (en arabe : جبران باسيل), né le 21 juin 1970 dans le caza de Batroun, est un homme politique libanais, président du Courant patriotique libre, ministre des Affaires étrangères et des Émigrés au sein du gouvernement libanais de 2014 à 2020.

## Études
Il est diplômé de l'université américaine de Beyrouth : un certificat de génie civil en 1992 et un master en communications en 1993. 
,

## Son parcours
Dans la continuité du mouvement de lutte contre l'occupation syrienne enclenchée par le général Michel Aoun le 14 mars 1989, Gebran Bassil milite activement durant les années 1990 au sein du Courant patriotique libre.
Gendre du général Michel Aoun depuis 1999, c'est aujourd'hui l'un des dirigeants les plus en vue de ce parti, dont il est responsable des relations politiques.
Il fut candidat malheureux aux élections législatives de 2005 et 2009, pour le siège de député maronite de Batroun au Nord-Liban, en alliance avec l'ancien ministre Soleimane Frangié Jr et l'un des principaux architectes du rapprochement entre le Courant patriotique libre (CPL) et le Hezbollah.
En juillet 2008, Bassil est nommé comme ministre des Télécommunications dans le gouvernement d'union nationale formé après les accords de Doha entre l'opposition et la majorité libanaise.
Candidat maronite pour le caza de Batroun aux élections législatives libanaises de 2009 (7 juin 2009), sa liste est battue par celle du 14 mars.
En novembre 2009, il prend en charge le ministère de l'Énergie et de l'Eau au sein du nouveau gouvernement d'union nationale.Cette nomination a fait l'objet de nombreuses contestations de la part de la majorité parlementaire, étant donné qu'elle avait lieu après la défaite de Gebran Bassil aux législatives.

## Les réformes au sein du ministère de l'Énergie et de l'Eau
Le ministère de l'Énergie et de l'Eau devait faire face à un défi de taille, celui de trouver une solution à la crise énergétique dont souffrait le pays depuis la fin de la guerre civile. En juin 2010, Gebran Bassil soumettait au gouvernement son plan de réforme du secteur de l'électricité, destiné à faire passer de 1 500 à 4 000 MW la production électrique du Liban. Ce dernier est approuvé par le Conseil des ministres alors présidé par Saad Hariri.
En septembre 2011, la première partie de ce plan est approuvée par le parlement, ce qui permet de débloquer les fonds attendus pour la mise en place du plan. Néanmoins, le retard pris sur l'adoption du budget 2012 retarde cette libération des fonds qui sera décrétée spécialement au début de l'année 2012. Les fonds débloqués permettraient de financer une augmentation de la capacité de production nationale de 700 mégawatts, soit près de 40 % de la production actuelle. Les appels d'offres des projets liés à ce plan étaient prévus pour le 14 mai 2012. De fait de la corruption libanaise ce plan est saboté, par les parties corrompues (ancienne Milice de la guerre et collaborateur sous tutelle syrienne), car ils ont des intérêts financiers avec les fournisseurs d'électricité indépendants (Générateur électrique subventionné par l'État).

## Ministre des Affaires Étrangères et des Émigrés
Il est nommé ministre des Affaires Étrangères et des Émigrés lors de la prise de fonction du gouvernement de Tammam Salam, le 15 février 2014.
À Davos en Janvier 2019, il déclare lors d'une interview sur CNN que le Liban devrait donner des leçons aux États-Unis et au Royaume Uni sur comment gérer un pays sans budget.
Il tient au printemps 2019 des propos jugés racistes et xénophobes à l'encontre des réfugiés syriens, provoquant des réactions indignées. Il déclare : « Il est naturel que nous défendions la main d’œuvre libanaise avant toute autre. Les Libanais avant tout. »
En Octobre 2019, il est la cible principale de la révolution contre le pouvoir en place et contre son beau-père, Michel Aoun, alors président de la république. Accusé comme étant le chantre de la corruption au Liban, la célèbre chanson "héla héla ho", insultante à son égard, devient célèbre mondialement.
Le 6 novembre 2020, l'administration du président américain Donald Trump impose des sanctions à Gebran Bassil, alors député et président du Courant patriotique libre. Ces sanctions ont été imposées d'une part par le département du Trésor américain, en gelant ses actifs aux États-Unis. D'autre part, le département d’État a interdit le chef du Courant patriotique libre d'entrée sur le territoire américain, sur base de la Loi sur les Opérations étrangères, estimant que ses « actes de corruption » ont « aidé et encouragé » les opérations du Hezbollah, considéré comme une organisation terroriste par Washington. Il lui est surtout reproché d'avoir été un artisan majeur de l’entente établie en 2006 entre le Courant patriotique libre et le Hezbollah. Ce dernier dénonce une « décision purement politique et une ingérence flagrante et grossière dans les affaires internes du Liban ».
Il semble avoir été espionné par le logiciel israélien Pegasus pour le compte de l'Arabie saoudite et des Émirats arabes unis.